# مجد عزت الشربجي
مجد عزت الشربجي (ولدت: 1981) هي ناشطة سلام سورية. في عام 2015، منحتها وزارة الخارجية الأمريكية جائزة أشجع امرأة دولية، لعملها مع النساء والدفاع عن حقوق الإنسان في سوريا.

## السيرة الذاتية
مجد عزت الشربجي ولدت في عام 1981 في بلدة داريا، سوريا. عندما كان عمرها ستة أشهر، هربت عائلتها إلى فرنسا هربا من العنف في المنطقة، لكنها عاد في عام 1991. تخرجت من جامعة دمشق مع شهادة جامعية في الأدب الفرنسي. بعد التخرج من الجامعة، عملت في حملة لمكافحة الفساد في ضواحي دمشق.

## النشاط
عندما امتد الربيع العربي إلى سوريا، نظمت مجد الاعتصامات للمطالبة بالإفراج عن السجناء السياسيين. وألقي القبض عليها وعانت من وحشية الشرطة. وعلى الرغم من إصاباتها، أصرت مجد على الاحتجاج السلمي. قامت بتنظيم ورش عمل بين السجناء لتعليم بناء السلام والمواطنة. أقنعت مجد 10 نساء معتقلات إلى الإضراب عن الطعام لإجبار النظام على تقديم قضاياهن إلى قاض. تكتيكاتها غير العنيفة حصلت في نهاية المطاف على جلسة استماع في محكمة دمشق، حيث منحت هي و83 سجين آخر على الإفراج في عملية تبادل للأسرى مع المعارضة السورية. أسفرت المراقبة المستمرة من قبل قوات الأمن السورية بمغادرة مجد إلى لبنان المجاورة. مع أطفالها الثلاثة في المنفى.
وقد تركت الحرب الأهلية في سوريا العديد من النساء عرضة للعنف الجنسي وكذلك الأضرار الجانبية للحرب. والهروب إلى لبنان الآمنة نسبيا يشكل تحديا، حيث سعى 800 ألف لاجئ للذهاب هناك هربا من الصراع. لكن المساكن شحيحة وأسعار الإيجارات غالية كثيرة. ويوجد القليل من فرص العمل حيث تكاد تنعدم، مما يجعل احتمال دفع الإيجار صعباً على اللاجئين الذين فروا مع عدد قليل من السلع المادية. اعتبارا من أول يناير 2015، أصبح الوضع أكثر صعوبة، حيث أقرت لبنان متطلبات إلزامية للحصول على التأشيرة لجميع السوريين الذين يعبرون حدودها.
في 2 يناير 2014، أسست مجد الشربجي «المرأة الآن في لبنان»، وهو مركز لإدارة دعم اللاجئات. يوفر تدريبا لـتصفيف الشعر والتجميل وأجهزة الحاسوب والرسم والتطريز والإنجليزية ودراسة اللغة الفرنسية، الحياكة، بالإضافة إلى الدعم النفسي للنساء وأطفالهن.